# Битка у мореузу Мјонгјанг
Битка у мореузу Мјонгјанг, вођена шеснаестог дана деветог месеца 1597. године, била је важна поморска битка у којој је корејски адмирал Ји Сун Син уништио јапанску морнарицу док је покушавала да искористи своје победе на почетку друге инвазије Кореје (јула 1597) и покушала да напредује у Жуто море.

## Позадина
Из постојећих истраживања знамо да је битка вођена против десет пута моћније флоте и Чосон морнарица је искористила уски пролаз код Мјонгјанга и његове плимне промене. Битку је испланирао и спровео Ји Сун Син, који је поново именован за врховног команданта.
Након што је враћен на своју бившу команду после уништења корејске флоте у бици код Чилчолјанга (јула 1597), адмирал Ји се кретао по обали прикупљајући снаге. Под његовом командом окупљали су се не само преживели морнари и бродови ратне морнарице, већ и снаге које су раније служиле под његовом командом, зачињене добровољцима и устаницима из суседних крајева. Сви ови елементи допринели су подизању борбеног капацитета мале флоте, која се тада састојала од само тринаест бродова.
Деветнаестог дана осмог месеца, Ји је преузео команду над флотом од адмирала Пае Сола. Док је настављао да се креће ка југозападу, наишао је на јапанску морнарицу по први пут двадесет осмог дана. Од тог дана, јапанска флота је прогонила Ји-а, док су се његове снаге кретале на запад. На крају, Ји се усидрио на острву Чиндо на две недеље, изабрао мореуз Мјонгјанг као сцену битке и померио свој камп у Усујонг дан пре битке.

### Супротстављене снаге
Да би се разумео стварни однос снага у поморским биткама између Корејанаца и Јапанаца у ово време, није довољно анализирати само број ангажованих бродова: пловне карактеристике, чврстина и наоружање бродова били су од далеко већег значаја.
Јапанци су током инвазије користили две врсте ратних бродова: велике (атакебуне) и средње (секибуне). Коришћени су и мањи, помоћни бродови (кобаја), углавном за извиђање. Иако су били грађени тако да подсећају на пловеће тврђаве (палуба средњих и великих бродоба била је са све 4 стране окружена грудобранима са пушкарницама, подсећајући на дрвену кутију на бродском кориту), њихови грудобрани од дрвета, бамбуса и платна били су намењени за одбрану од стрела и аркебуза, и чак ни највећи јапански бродови типа атакебуне нису могли да издрже поготке корејских топова у борби на одстојању. Већина јапанских бродова била је типа секибуне, који су били намењени за брзу пловидбу по отвореном мору и заузимање других бродова укрцавањем и борбом прса у прса -  абордажом. Пошто су грађени за брзину, имали су уска корита и дубок газ, а грађени су од лаке кедровине и покретани на весла и једра. Већина јапанских ратних бродова није имала никакво оружје, изузев аркебуза које је носила посада: иако изврсно оружје против пешадије и коњице, аркебуза је била немоћна да пробије бокове ратног брода.
Са друге стране, корејске галије (паноксеон), главни ратни бродови краљевства Чосон, били су масивни бродови плитког газа, покретани веслима, са две палубе и високим грудобранима на горњој палуби који су штитили посаду од  хитаца и напада абордажом. Иако корејски војници нису имали аркебузе, већ само лукове, сви корејски бродови били су наоружани топовима, чији су пројектили са лакоћом пробијали бокове јапанских бродова. То је била суштинска разлика између јапанске и корејанске поморске тактике: док су Јапанци покушавали да заузму непријатељске бродове укрцавањем и борбом прса у прса, корејски бродови били су пловеће тврђаве које су потапале непријатељске бродове ватром својих топова. Осим тога, плитак газ корејских бродова омогућавао је лаку пловидбу по плитким приобалним водама и мореузима, где је вођена већина битака, где су јапански бродови дубоког газа били у неповољнијем положају. Постојало је и неколико бродова корњача, али њихов значај био је више морални него војнички.
У свим корејским поморским победама током јапанске инвазије Кореје (1592-1598) - укупно 12 битака - јапански бродови потопљени су на одстојању ватром из корејских топова док су покушавали да се приближе за укрцавање и борбу прса у прса (абордаж), чиме се могу лако објаснити минимални корејски губици: док су Јапанци у 10 битака током 1592. изгубили преко 300 бродова, Корејанци нису изгубили ниједан, а број погинулих и рањених морнара био је мали. Једина јапанска поморска победа - битка у мореузу Чилчолјанг (1597) - постигнута је тако што су корејски бродови изненађени на сидришту у уском мореузу и заузети абордажом и нападом са копна.

## Битка
Битка у мореузу Мјонгјанг почела је од јутра шеснаестог дана деветог месеца 1597. Непријатељска флота је имала преко 300 бојних бродова од којих је само 130 секибуна (средњих бродова) ушло у мореуз ради напада. Пошто су мореузи били преуски и плитки, атакебуне (велики бродови) су остали на пучини.
На почетку битке, корејска морнарица је била деморалисана снагом јапанске флоте и није се укључила у борбу. Само се Ји-јев брод борио сам неко време окружен и опкољен од непријатеља. Након неког времена, одговарајући на Ји-јев позив, преосталих дванаест бродова почело је да се бори са непријатељем. Уз помоћ благовремене промене правца плиме, корејска флота је успела да уништи тридесетак јапанских бродова за кратко време. Јапанска флота се повукла на супротну страну мореуза и наставила да се супротставља корејским бродовима до потпуног повлачења на вечерњој плими.

## Последице
На крају, Ји-јева тринаесточлана флота победила је десет пута већи број јапанских бродова. Пораз не само да је осујетио напредовање Јапана ка Жутом мору, већ је и дао Чосону предах за обнову морнарице. Јијева победа код Мјонгјанга може се приписати његовој борбеној тактици, изградњи мале, а опет моћне флоте, и учешћу избегличких цивила и избегличких бродова у бици. Учешће брода корњаче и постављање гвоздених ланаца преко мореуза понуђени су као додатна објашњења, али велики део ових аргумената је произашао из каснијих легенди и не могу се узети као одраз историјских догађаја.